# Отставнов, Максим Евгеньевич
Макси́м Евге́ньевич Отставно́в (р. 1969) — российский журналист, технический писатель, переводчик.

## Биография
По базовой профессиональной подготовке программист. В 1980—90-х годах участник методологического движения и организационно-деятельностных игр, сотрудник исследовательских и образовательных учреждений.
С конца 1990-х годов занят в журналистике и техническом авторстве. Статьи по вопросам гражданской и финансовой криптографии, человеко-машинным интерфейсам, свободе программного обеспечения и идеологии «интеллектуальной собственности», социокультурным аспектам развития вычислительной техники. Статьи в журналах «Банковские технологии», «Компьютерра», «Инфобизнес» и др. Аналитик газеты «Бизнес» (Киев), затем редактор журналов «Компьютерра», «Инфобизнес», «CIO» (Москва). Член Союза журналистов России.
С 2003 года занят аналитикой и экспертизой проектов в области корпоративной и государственной информатизации.

## Публикации

### Книги
- Оборина М. В., Отставнов М. Е. Высшее образование за рубежом. Справочник. — Тверь, 1996. — 168 с.: ил. ISBN 5-88662-010-9
- Отставнов М. Е. Прикладные свободные программы в школе Архивная копия от 6 марта 2007 на Wayback Machine. — М., 2003. — 96 с.: ил. ISBN 5-94842-003-5

На укр.: Прикладні вільні програми в школі (перевод Михаила Масика)
- Отставнов М. Е. Свободные программы и системы в школе Архивная копия от 3 апреля 2007 на Wayback Machine. — М., 2003. — 195 cc., ил. ISBN 5-85593-146-3
- Отставнов М. Е. Перспективы свободного программного обеспечения в сфере государственного управления и бюджетном секторе экономики Архивная копия от 24 февраля 2007 на Wayback Machine (препринт, 2004)
- (в соавторстве) ALT Linux снаружи; ALT Linux изнутри. — М.: 2006. — 415 cc., ил. ISBN 5-9706-0029-6

### Редактирование
- (научное редактирование) Сигел Д. Шагни в будущее. Стратегия в эпоху электронного бизнеса. — М., 2001.
- (составление и редактирование) Свободное программное обеспечение: Бизнес-модели и корпоративные инициативы Архивная копия от 16 марта 2007 на Wayback Machine. — М., 2001. — 100 с. ISBN 5-7598-0177-5
- Понимание и рефлексия в России : Сб. тезисов докладов     на     международной     научно-практической   конференции   (г.Тверь,   29—30 ноября 2019 г. / Отв. ред. М. В. Оборина, М. Е. Отставнов. — Тверь: Тверской государственный университет, 2019. — 151 с. — ISBN 978-5-7609-1494-1.

### Прочее
- Более 200 статей в различных газетах и журналах (1986—2007 годы).